# Young Austrian Engineers Contest
Der Young Austrian Engineers Contest, kurz YAEC, ist ein gemeinsamer Technik-Wettbewerb aller österreichischen Höheren Technischen Lehranstalten HTLBLA.
Teilnahmeberechtigt sind alle Schüler einer HTBLA oder einer technischen Fachschule mit einer Konstruktion oder einem technischen Digitalisierungs-Projekt (lt. Ausschreibung) aus dem aktuellen Schuljahr.
Nach der elektronischen Einreichung der Projekte werden diese durch eine Jury aus HTBLA-Professoren begutachtet und nach vorher veröffentlichten Kriterien bewertet.
Den Preisträgern der prämierten Projekte werden im Rahmen einer öffentlichen Preisverleihung die Urkunden sowie die Preise überreicht.

## Entstehung
Die Entstehung des Wettbewerbs geht auf eine Initiative von Wolfgang Pachatz, Mitarbeiter im damaligen österreichischen Bundesministerium für Unterricht, Kunst und Kultur, jetzt österreichisches Bundesministerium für Bildung und Frauen zurück.
Bis zum Jahr 2009 wurden von den verschiedenen HTBLAs je nach CAD-Programm ein Wettbewerb durchgeführt. Ziel eines gemeinsamen Wettbewerbs, bei dem Konstruktionsarbeiten mit allen CAD-Programmen zugelassen sind, waren insgesamt attraktivere Preise für die Preisträger sowie ein erhöhtes Medienecho.

## Rahmenbedingungen
Die Einreichungen können in drei Kategorien getätigt werden, wobei der Schulpreis an jene Schule geht die die meisten prämierten Einreichungen erhält.
Bei Gruppeneinreichungen ist die Maximalgröße fünf Teilnehmer.
| Kategorie     | Teilnehmer                       | Preise                               |
| ------------- | -------------------------------- | ------------------------------------ |
| Young Experts | Fachschule + HTL bis 3. Jahrgang | siehe Wettbewerbsseite               |
| Advanced      | HTL 4. Jahrgang                  | siehe Wettbewerbsseite               |
| Professional  | HTL 5. Jahrgang                  | siehe Wettbewerbsseite               |
| Sonderpreise  | alle Teilnehmer                  | für Digitalisierung und Sonderthemen |

Jeder Teilnehmer am Wettbewerb erhält ein persönliches Teilnahmezertifikat des österreichischen Bundesministeriums für Bildung mit Nennung des eingereichte Projekts.

## Wettbewerbs-Historie
Bei der Preisverleihung werden die Preise durch namhafte Personen aus der Wirtschaft, meist technische Leiter oder Geschäftsführer mit dem Zuständigkeitsbereich Technik, an die Preisträger übergeben. Das Event wird immer durch Schüler einer Höheren technischen Lehranstalt fotografiert, ebenso wird ein Film produziert, der auf Youtube veröffentlicht wird.
| YAEC     | Anzahl Projekte | Preisverleihung                        |
| -------- | --------------- | -------------------------------------- |
| YAEC2010 | 71              | RLB OÖ                                 |
| YAEC2011 | 101             | Helmut-List-Halle Graz                 |
| YAEC2012 | 118             | VIENNA-TEC                             |
| YAEC2013 | 84              | LITEC Linz                             |
| YAEC2014 | 120             | LITEC Linz                             |
| YAEC2015 | 107             | LITEC Linz                             |
| YAEC2016 | 100             | LITEC Linz                             |
| YAEC2017 | 95              | LITEC Kapfenberg                       |
| YAEC2018 | 94              | LITEC Linz                             |
| YAEC2019 | 104             | Red Bull Ring Spielberg                |
| YAEC2020 | 0               | Entfall Corona                         |
| YAEC2021 | 57              | Virtuelle Preisverleihung – wg. Corona |
| YAEC2022 | 72              | Weiz – Garten der Generationen         |
| YAEC2023 | 89              | WIFI Salzburg                          |
| YAEC2024 | 75              | HTL Innsbruck, Anichstraße             |
| YAEC2025 |                 | FH Campus Wien                         |